# Faust de Mileve
Faust de Mileve fou un bisbe maniqueu del segle iv. Actualment se'l recorda per la seva trobada amb Agustí d'Hipona, a Cartago vers l'any 383. Era originari de Mileve, Numídia (actual Algèria). D'origen pobre i pagà, va esdevenir un reputadíssim professor, predicador i polemista.
Agustí, que aleshores era maniqueu, va qüestionar els mestres maniqueus a Cartago, en recerca de respostes, i hom li va indicar que Faust era qui les hi podria donar. Tan bon punt s'hi va poder trobar, Agustí quedà impressionat pels dots retòrics de Faust si bé, com posteriorment relatà a les seves Confessions, va considerar finalment que Faust no el satisfeia amb la seva sustentació de les posicions maniquees.
Posteriorment, després de la seva conversió al catolicisme, Agustí va escriure la seva obra polemista Contra Faustum.